# Simeri Crichi
Simeri Crichi est une commune italienne de la province de Catanzaro, dans la région Calabre.

## Administration
| Période      | Période  | Identité              | Étiquette | Qualité            |
| ------------ | -------- | --------------------- | --------- | ------------------ |
| 1811         | ?        | Vincenzo Infantini    |           |                    |
|              |          | Giacomo Napoli        |           |                    |
|              |          | Giuseppe De Mare      |           |                    |
|              |          | Sebastiano Lopez      |           |                    |
| 1846         |          | Francesco Mantia      |           |                    |
|              |          | ?                     |           |                    |
|              | 1872     | Domenico Mirante      |           |                    |
| 1872         | 1878     | Francesco Mantia      |           |                    |
| 1879         |          | Nicola Lopez          |           |                    |
|              |          | Pietro Sculco         |           |                    |
|              |          | Michele De Salazar    |           |                    |
| 1894         | 1896     | Antonio Sorrentino    |           |                    |
| 1896         | 1899     | Gaetano Biamonte      |           |                    |
| 1899         | 1900     | Mariano Scalfari      |           |                    |
| 1900         | 1901     | Domenico Folino       |           |                    |
| 1902         | 1902     | Tommaso Elia          |           |                    |
| 1902         | 1904     | Gaetano Biamonte      |           |                    |
| 1905         | 1908     | Alberto Giordano      |           |                    |
| 1908         |          | G. Tallarico          |           |                    |
|              |          | Gaetano Biamonte      |           |                    |
|              |          | Antonio Folino        |           |                    |
|              |          | Tommaso Elia          |           |                    |
|              |          | Domenico Sorrentino   |           |                    |
|              |          | Gaetano Giardino      |           |                    |
|              |          | Domenico Scalise      |           |                    |
|              |          | Tommaso Elia          |           |                    |
| 1926         | 1926     | Silvio Cimino         |           | Avocat             |
|              |          | Antonio Cianflone     |           |                    |
|              |          | Vitaliano Opipari     |           |                    |
|              |          | Michele De Nicolò     |           |                    |
|              |          | Mario Pulerà          |           |                    |
|              |          | Gaetano Scalise       |           |                    |
| juillet 1944 | 1944     | Antonio Mirante       |           |                    |
| 1944         | 1945     | Angelo Grande         |           |                    |
| 1945         | 1946     | Eugenio Paucci        |           | Commissaire-préfet |
| 1946         | 1947     | Giuseppe Perrone      |           |                    |
|              |          | Domenico Mirante      |           |                    |
|              |          | Tommaso Pollinzi      |           |                    |
| 1951         | 1952     | Crispino Cosco        |           |                    |
| 1952         |          | Filippo De Salazar    |           |                    |
|              |          | Antonio Elia          |           |                    |
| 1953         | 1956     | Marcello Mirante      |           |                    |
| 1956         | 1964     | Giuseppe Loiero       |           |                    |
| 1964         | 1970     | Nicola Antonio Folino |           |                    |
| 1970         | 1972     | Giuseppe Loiero       |           |                    |
| 1973         | 1977     | Elio Tiriolo          |           |                    |
| 1978         | 1981     | Antonio Celi          |           |                    |
| 1981         | 1981     | Francesco Zangari     |           |                    |
| 1982         | 1993     | Marcello Barberio     |           |                    |
| 1993         | 1997     | Liborio Russetti      |           |                    |
| 1997         | 2002     | Francesco Primo       |           |                    |
| 2002         | 2011     | Saverio Loiero        |           |                    |
| 2011         | en cours | Marcello Barberio     |           |                    |

### Communes limitrophes
Catanzaro, Sellia, Sellia Marina, Soveria Simeri